# شونبورن (براندنبورگ)
شونبورن (به آلمانی: Schönborn) یک شهر در آلمان است که در البه-الشتر واقع شده‌است. شونبورن ۱٬۸۲۰ نفر جمعیت دارد.